# Optus
SingTel Optus ist das zweitgrößte Telekommunikationsunternehmen in Australien (Stand: 2009) und eine hundertprozentige Tochtergesellschaft von Singapore Telecommunications (SingTel). Das Unternehmen tritt in erster Linie unter der Marke Optus auf; zum Konzern gehören aber auch Tochtergesellschaften wie Virgin Mobile Australia und Boost Mobile im Mobilfunkmarkt, Uecomm im Markt für Netzdienste und Alphawest im IKT-Sektor.
Optus betreibt eine eigene Netzwerk-Infrastruktur und nutzt zusätzlich Dienste von anderen Netzwerkdienstleistern, vor allem Telstra Wholesale (Stand: 2009). Es bietet Dienstleistungen sowohl direkt für Endverbraucher als auch für andere Dienstleister an.

## Geschichte
Das Unternehmen war vor der Privatisierung ursprünglich als seit 1981 bestehende AUSSAT Pty Limited bekannt, bevor es 1983 in Optus Communications Pty Limited umbenannt wurde. 1982 wurde der erste Telekommunikationssatellit (Optus A1) bei Hughes bestellt und 1985 gestartet.  1998 wurde es nach der Übernahme eines großen Teils der Aktien durch die britische Firma Cable & Wireless für kurze Zeit in Cable & Wireless Optus Pty Limited umbenannt, bevor es 2001 durch SingTel aufgekauft wurde und seinen heutigen Namen erhielt.

## Satellitenflotte
Stand der Liste: 19. September 2023
| Name                 | Startdatum         | Trägerrakete                       | Satellitenbus                            | Position       | Anmerkungen                            |
| -------------------- | ------------------ | ---------------------------------- | ---------------------------------------- | -------------- | -------------------------------------- |
| Aussat A1 (Optus A1) | 27. August 1985    | Space Shuttle Discovery (STS-51-I) | HS-376 (Hughes Space and Communications) | Friedhofsorbit | außer Betrieb                          |
| Aussat A2 (Optus A2) | 27. November 1985  | Space Shuttle Atlantis (STS-61-B)  | HS-376 (Hughes Space and Communications) | Friedhofsorbit | außer Betrieb                          |
| Aussat A3 (Optus A3) | 16. September 1987 | Ariane 3                           | HS-376 (Hughes Space and Communications) | Friedhofsorbit | im April 2008 außer Betrieb genommen   |
| Optus B1             | 13. August 1992    | Langer Marsch 2E                   | HS-601 (Hughes Space and Communications) | Friedhofsorbit | im Mai 2008 außer Betrieb genommen     |
| Optus B2             | 21. Dezember 1992  | Langer Marsch 2E                   | HS-601 (Hughes Space and Communications) | ―              | Der Satellit wurde beim Start zerstört |
| Optus B3             | 27. August 1994    | Langer Marsch 2E                   | HS-601 (Hughes Space and Communications) | Friedhofsorbit | außer Betrieb                          |
| Optus C1             | 11. Juni 2003      | Ariane 5G                          | SSL-1300 (Space Systems/Loral)           | 156° Ost       |                                        |
| Optus D1             | 13. Oktober 2006   | Ariane 5 ECA                       | STAR 2.4 (Orbital Sciences Corporation)  | 160° Ost       |                                        |
| Optus D2             | 5. Oktober 2007    | Ariane 5GS                         | STAR 2.4 (Orbital Sciences Corporation)  | 152° Ost       |                                        |
| Optus D3             | 21. August 2009    | Ariane 5 ECA                       | STAR 2.4 (Orbital Sciences Corporation)  | 156° Ost       |                                        |
| Optus 10             | 11. September 2014 | Ariane 5 ECA                       | SSL-1300LL (Space Systems/Loral)         | 156° Ost       |                                        |
| Optus 11             | 2025 (geplant)     | Ariane 64 (geplant)                | OneSat (Airbus Defence and Space)        |                | noch nicht gestartet                   |

| 152° |

| 156° |

| 160° |

| 164° |